# 佐渡汽船

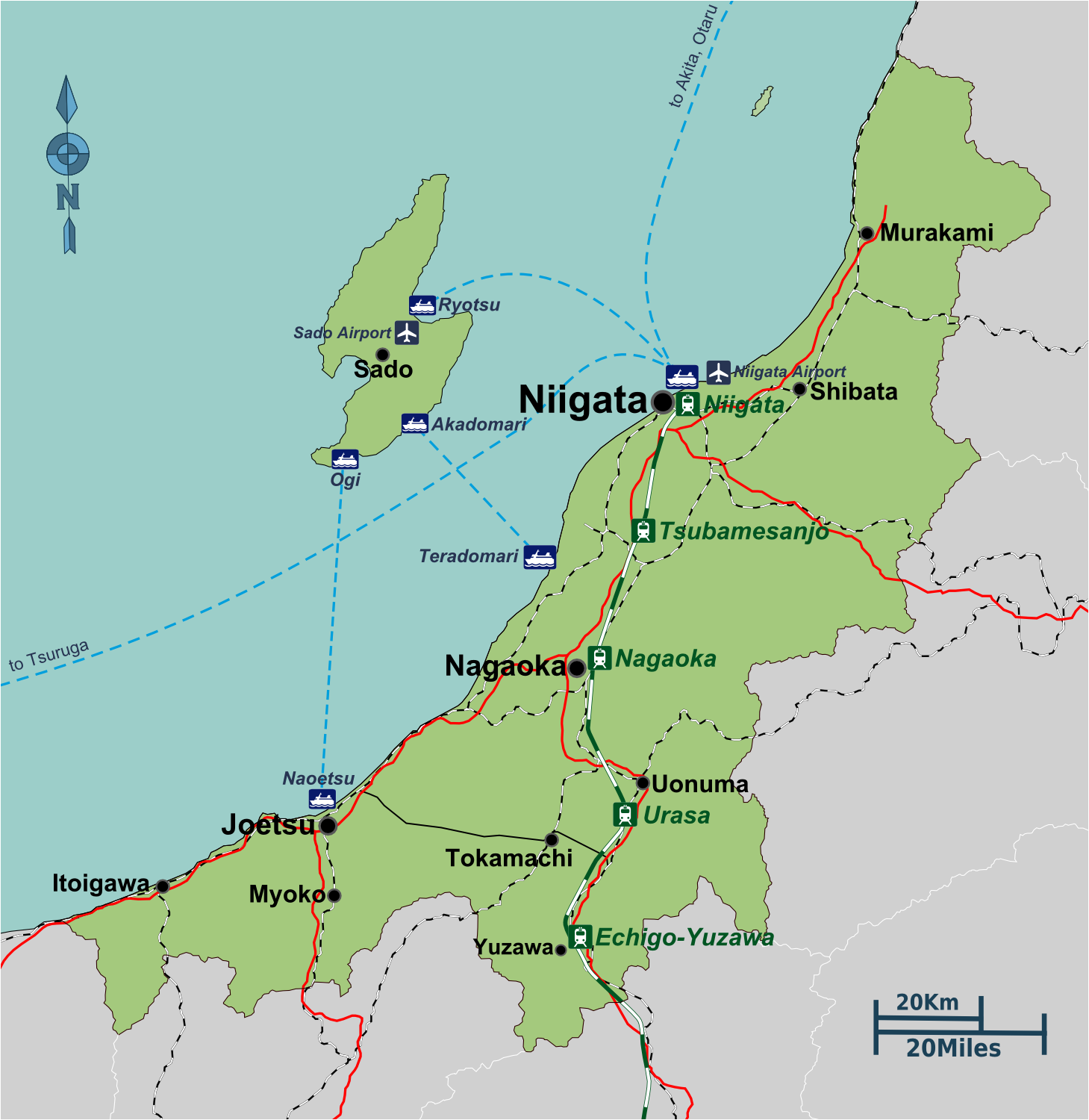
2014年時点での新潟県の広域交通網。佐渡と本土を結ぶ3航路のうち赤泊と寺泊を結ぶものは2018年に定期運航を終了した。

佐渡汽船株式会社（さどきせん、英: Sado Steam Ship Co.,Ltd. ）は、新潟県佐渡市に本社を置く、新潟県本土と佐渡島とを結ぶ定期航路を運航する海運会社。みちのりホールディングスのグループ企業。

## 概要
1932年、佐渡航路で競合していた商船会社3社を経営安定の見地から、新潟県の資本参画のもと統合して成立した。
日本最初の第三セクター企業として設立され、現在も新潟県が資本金の10.74%を出資している。ほかの出資企業には新潟交通、佐渡農業協同組合、第四北越銀行なども加わっている。
現在、佐渡汽船は定期便としては新潟航路（新潟港 - 両津港）、直江津航路（直江津港 - 小木港）の2航路を運航し、3隻のカーフェリー、3隻のウォータージェット推進式全没型水中翼船を就航させている。このうち水中翼船・ボーイング929（ジェットフォイル）は1977年、日本で初めて定期航路に就航したもので、後にボーイングから製造・販売のライセンスを取得した川崎重工業（現川重ジェイ・ピイ・エス）にもノウハウを提供している。
海運事業のみならず佐渡島内外の観光開発も行っており、佐渡西三川ゴールドパーク（1990年4月オープン）や二ツ亀オートキャンプ場（1991年7月オープン）、はじき野フィールドパーク（1993年オープン）、佐渡能楽の里（1997年4月オープン）などの開発に携わったほか、新潟ふるさと村の運営にも関わってきた。

### みちのりHD傘下へ
佐渡汽船は新型コロナウイルスにより利用客が減少したと同時に経営が悪化。2022年2月7日にみちのりホールディングスと第四北越銀行に対して第三者割当増資を行う事を発表。同年3月31日に第三者割当増資によりみちのりホールディングスの子会社となった。同日に就任した松本順会長は会見で「佐渡汽船の経営を支援し、佐渡と本土間の人流・物流の発展を通じて地域社会の活性化に貢献する」「小木―直江津航路は、出来る限り維持したい。自治体・国からも、適切なご支援をいただきたい」とコメントした他、「新潟交通の路線バスと提携する必要がある」と指摘した上で「協議をぜひ前向きに進めていきたい」とコメントした。同日に就任した尾渡英生社長も「みちのりグループ各社で取り組んだいろいろな経営改善も参考にする。グループ各社との協業も検討課題だ」とコメントした。
2022年5月6日に東京証券取引所スタンダード市場上場廃止となり、同年5月10日に実施される株式併合により、株主がみちのりホールディングス、新潟県、佐渡市、佐渡農業協同組合、第四北越銀行のみとなる予定である。
運航ダイヤ、航路、運賃はこれまで通り維持されるが、割引運賃や運航ダイヤに関しては見直しを実施する可能性があるという。

## 沿革

### 設立
1890年代半ば以降、新潟 - 両津間の越佐航路は越佐汽船（1885年設立）のほぼ独占状態となっていたが、収益性の高い本土間の航路に注力していたため佐渡島民からの反発が高まっていた。1913年（大正2年）2月、佐渡商船（資本金15万円）が設立され、「国東丸」や「第二十二永田丸」などが就航し、1914年9月には「第一佐渡丸」が就航した。
越佐汽船の保有船に比べて佐渡商船の「第一佐渡丸」は船舶の性能が高かったため（所要時間4時間）、越佐汽船は運賃の値下げで対抗した。両社の競争が激化したため、佐渡出身の県会議員だった野沢卯市は新潟県知事の北川信従に斡旋を要請し、越佐航路で得た収益を合算して使用船舶の総トン数により両社へ配分する共同計算方式（佐渡商船が60%、越佐汽船40%）が成立した。その後、越佐汽船は1918年（大正7年）年に新潟汽船に改称した。
両社の共同計算方式は維持されていたが、前佐渡地域での佐渡商船の航路運営への不満から1923年1月に前佐渡汽船（資本金3万円）が設立された。前佐渡汽船は1927年（昭和2年）7月に新たに越佐商船（資本金10万円）を設立した。
1927年以降、新潟県議会では佐渡商船、新潟汽船、越佐商船の3社を県営に移管する議論が浮上し、新潟県知事の黒崎真也が県営化のための交渉に入ったが利害関係の調整に難航したため方針を転換して半官半民とすることで決着し、1932年（昭和7年）4月に佐渡商船が他の2社を買収する形で新会社の佐渡汽船が設立された。

### 年表
- 1932年4月 - 佐渡商船株式会社が、新潟汽船株式会社、越佐商船株式会社の両社を買収して合併、商号を現社名「佐渡汽船株式会社」に改称[8]。
- 1949年12月 - 既存定期航路事業免許申請により、新潟 - 両津間、小木 - 新潟間、小木 - 直江津間の定期3航路の経営免許が交付され、運用開始。
- 1950年8月 - 直江津港 - 柏崎港 - 小木港間の定期航路を開設（柏崎寄港は夏期のみ。1955年8月をもって廃止）。
- 1967年3月 - 佐渡航路初のカーフェリー「さど丸」が新潟 - 両津間で運航開始。
- 1968年9月 - 株式を店頭登録（後の東京証券取引所ジャスダック市場）。
- 1972年
  - カーフェリー「こがね丸」が新潟 - 両津間に就航。
  - 4月 - 両津港に旅客ターミナルビルが完成。
- 1973年
  - カーフェリー「おとめ丸」が新潟 - 両津間に就航。
  - 4月 - 新潟 - 赤泊 - 寺泊航路が就航。
- 1977年5月 - 日本初のウォータージェット推進式水中翼船（ボーイング社製ジェットフォイル）による定期航路が新潟 - 両津間に就航（1号艇「おけさ」）。
- 1979年4月 - ジェットフォイル2船目の「みかど」（ボーイング社製）が新潟 - 両津間に就航。
- 1981年7月21日 - 新潟西港・万代島埠頭に旅客ターミナルビルが完成、下大川前の旧ターミナルより機能を移転[N 8]。
- 1983年7月 - 8,000t級（注:国際トン）の大型カーフェリー「こさど丸」が新潟 - 両津間に就航。国内初の車両甲板2段積み可能となり、この「こさど丸」から佐渡汽船カーフェリーの大型化が始まる。カーフェリー「こがね丸」が小木 - 直江津間に就航。
- 1985年2月 - 小木港に旅客ターミナルビルが完成。
- 1986年7月 - ジェットフォイル3船目の「ぎんが」（ボーイング社製）が新潟 - 両津間に就航。
- 1988年
  - 4月 - 日本国内の離島航路初となる10,000t級（国際トン）のカーフェリー「おおさど丸」が新潟 - 両津間に就航。カーフェリー「おとめ丸」が小木 - 直江津間に就航。
  - 6月 - 直江津港に旅客ターミナルビルが完成。
- 1989年
  - 1月 - 新潟 - 赤泊間の航路を休止、寺泊 - 赤泊間を通年運航に。
  - 4月 - ジェットフォイルの国産1号艇「つばさ」（川崎重工製）が両津航路に就航、ジェット4船体制に。これに伴い、ジェットフォイル「みかど」が小木 - 直江津間に就航（春 - 秋の季節運航）。
- 1991年4月27日 - ジェットフォイル「すいせい」（川崎重工製）が両津航路に就航[N 9]。これに伴い最古参の「おけさ」が香港(TurboJET)へ売却。
- 1992年
  - 3月 - 寺泊港に旅客ターミナルビルが完成。
  - 4月 - 1,000t級のカーフェリー「えっさ丸」が寺泊 - 赤泊航路に就航。同航路に就航していた佐渡汽船初のカーフェリー「さど丸」売却。
- 1993年4月 - 国内の離島航路最大となる12,000t級（国際トン）のカーフェリー「おけさ丸」が新潟 - 両津間に就航。これに伴い、カーフェリー「こさど丸」が小木 - 直江津間に就航。カーフェリー「こがね丸」フィリピンへ売却。
- 1995年3月 - 9,000t級（国際トン）の大型カーフェリー「こがね丸」が小木 - 直江津間に就航。カーフェリー「おとめ丸」フィリピンへ売却。
- 1996年8月 - ジェットフォイル「ファルコン」（ボーイング社製・元関西汽船「ジェット8」）が就航、ジェットフォイル5隻体制へ（「ファルコン」は予備船扱い）。
- 1999年11月 - 九州郵船から予備船を保有する佐渡汽船にジェットフォイル売却の要請があり、「ファルコン」が九州郵船へ売却。ジェットフォイル4隻体制へ戻る。
- 2000年4月 - 赤泊港に旅客ターミナルビルが完成。
- 2003年
  - 5月11日 - JR東日本との連絡運輸取扱廃止。
  - 10月31日 - 小木航路のジェットフォイルを廃止、余剰となる一隻のジェットフォイル「みかど」をいわさきコーポレーションに売却。新潟 - 両津間のジェット3船体制に（「すいせい」「つばさ」「ぎんが」）。
- 2005年
  - 航送費が値上げされる。また前年の新潟県中越地震による観光への打撃対策として社会実験を複数に分けて実施。
  - 6月10日 - 赤泊航路に高速船「あいびす」就航。これに伴い、カーフェリーを廃止。余剰となるカーフェリー「えっさ丸」をいわさきコーポレーションに売却。
  - 11月 - カーフェリー内で予約用の用紙を裏紙として、船内のスタンプ用紙などに転用していたことが発覚。
- 2006年6月 - 「燃料油価格変動調整金」を導入。旅客130円/片道（ジェットフォイル・カーフェリー・高速船とも）、四輪車850円/片道、二輪車200円/片道の運賃アップとなった。
- 2007年2月 - カサ増しされたカーフェリーのt数が経営不振のため減t（経費面で不利にもかかわらず、わざわざ大きく見せるだけのカサ増しt数から、国内他社と同一の基準に戻った）され、おけさ丸は12,419t（国際トン）→5,862tへとなった。
- 2008年
  - 4月 - 小木航路のカーフェリー1隻体制となる（昭和58年就航と船歴の高かった「こさど丸」を廃止し、「こがね丸」1隻体制）。
  - 5月 - 小木航路1隻体制で余剰となった「こさど丸」のいわさきコーポレーション系・新屋敷商事への売却が決定。帳簿価額は226,853千円、譲渡価額は600,000千円（消費税別）。引き渡し日は6月10日。
- 2009年
  - 4月 - 事業会社を分割。船舶運航に関する業務を連結子会社の「佐渡汽船シップマネジメント」に移管し業務委託を開始。
  - 10月 - 事業会社を分割。陸上業務を「佐渡汽船営業サービス」「佐渡汽船シップメンテナンス」に移管。
- 2012年
  - 3月31日 - 新潟港・両津港両ターミナルにて自動改札機（QRコード・Felica併用型）の運用を開始。また6港とも乗船時の旅客名簿の提出が不要となる。
  - 4月 - 佐渡汽船営業サービス株式会社を吸収合併。
- 2013年
  - 3月23日 - 両津航路にてSuicaのサービスを開始（Suica電子マネーのシステムによる）[9]。PiTaPaを除く全国9種類の交通系ICカードが利用可能となる。
  - 4月 - 日本海内航汽船株式会社を吸収合併。貨物事業部を設置。
- 2014年4月8日 - カーフェリー「ときわ丸」が新潟 - 両津間に就航[N 10][N 11]。これに伴い、「おおさど丸」が運航終了[10]。
- 2015年
  - 3月4日 - 固定資産（カーフェリー）の譲渡に伴い約8億7500万円の特別利益が発生する見通しだと発表。譲渡先はリベリアの海運企業。決算は2015年12月末。
  - 4月21日 - 高速カーフェリー「あかね」が直江津 - 小木間に就航[11]。これに伴い前日をもって「こがね丸」が運航終了。
- 2018年
  - 7〜9月 - 寺泊 - 小木で月1回ずつの試験運航[12]。
  - 9月27日 - 佐渡島観光PR用の公式ブログ「さどトリコ」開設[13]。
  - 10月 - 寺泊 - 小木でジェットフォイルを5日間試験運航[14][15]。
  - 10月31日 - 赤泊航路の廃止届を北陸信越運輸局へ提出。[16][17]。
- 2019年
  - 2月15日 - 北陸信越運輸局が寺泊 - 小木航路の不定期航路事業を認可[N 12]。
  - 5月1日 - 赤泊航路を廃止。
- 2021年
  - 2月10日 - 2020年12月期で債務超過となったことを受け、佐渡市を割当先とする第三者割当増資を実施。佐渡市が主要株主となる。
  - 2月25日 - チケットレス乗船サービス「佐渡汽船 Sチケット」を開始[18]。
  - 3月20日 - 高速カーフェリー「あかね」が運航終了[N 13]。
  - 6月25日 - 高速カーフェリー「あかね」のスペイン(Forde Reederei Seetouristik Iberia SL)への売却が決定。帳簿価格は2,409,000千円、譲渡価格は3,050,000千円。[19]
- 2022年
  - 3月31日 - みちのりホールディングスと第四北越銀行を割当先とする第三者割当増資を実施。同時にみちのりホールディングスが筆頭株主となる[2][3][4][5]。
  - 5月6日 - 東京証券取引所スタンダード市場上場廃止[2]。
  - 5月10日 - 株主併合により、株主がみちのりホールディングス、新潟県、佐渡市、佐渡農業協同組合、第四北越銀行のみとなる予定[6]。
- 2023年
  - 1月1日 - 佐渡汽船シップマネジメント、佐渡汽船シップメンテナンス、佐渡汽船観光、佐渡汽船商事の4社を吸収合併した。
  - 4月29日 - 小木航路にカーフェリー「こがね丸」が就航。

## 運航航路・就航船

### 新潟航路
新潟港 - 両津港（67km・国道350号海上区間）
毎日運行しているのはカーフェリー5往復、ジェットフォイル5往復である。（繁盛期は最大カーフェリー7往復、ジェットフォイル9往復）

#### カーフェリー（所要時間：2時間30分）
- おけさ丸 (3代)
  - 1993年3月建造、全長134.7m、総トン数5862t、最大旅客定員1705名、車両積載台数：大型バスまたは大型トラック32台及び乗用車48台、乗用車のみの場合290台、最大速力23.4ノット
  - 保有するカーフェリーの中で最大。

- ときわ丸
  - 2014年3月建造、4月8日定期就航。

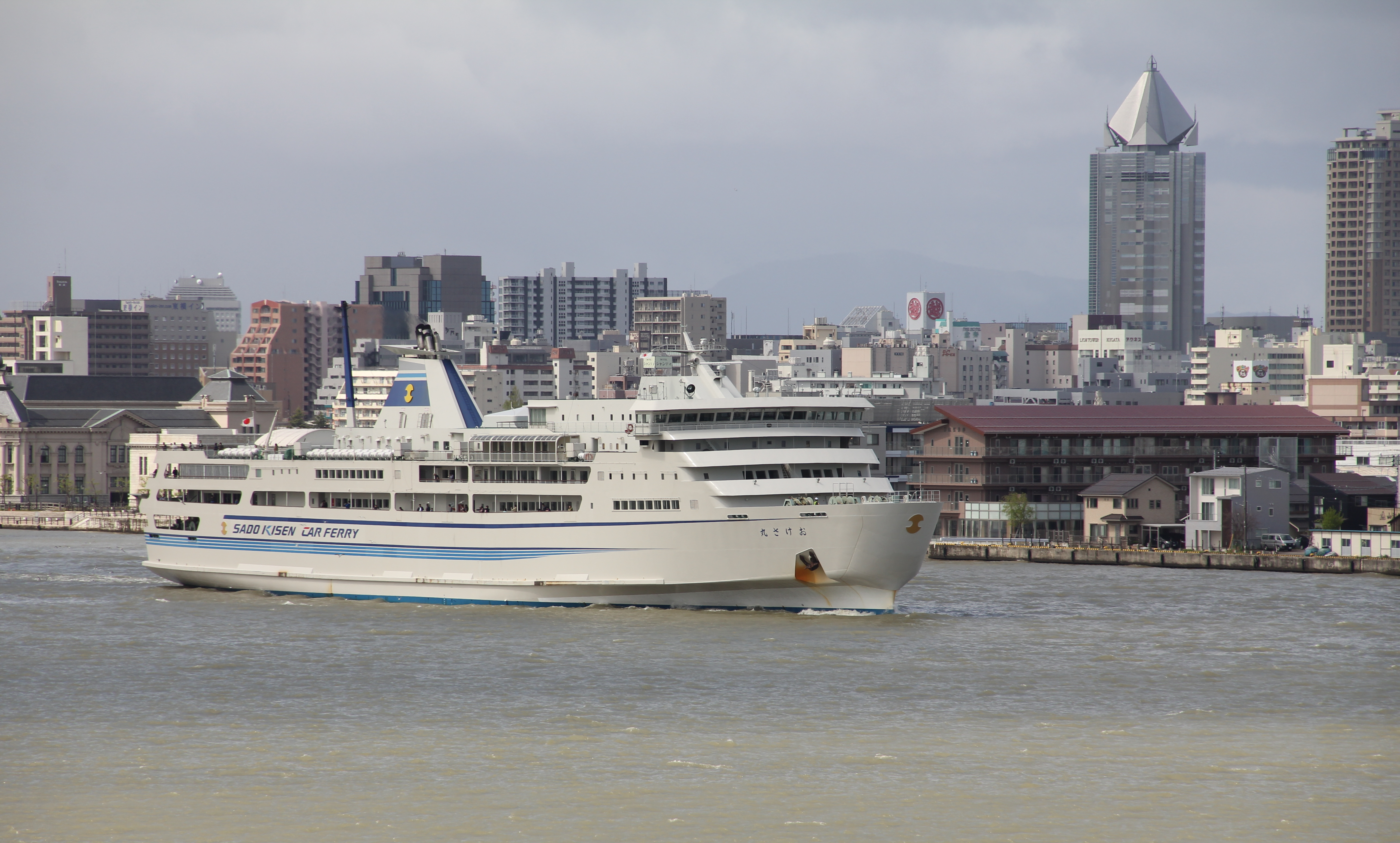
新潟港を出航するおけさ丸

  - 全長125.0m、総トン数5300t、最大旅客定員1500名、車両積載台数：大型バスまたは大型トラック28台及び乗用車8台、乗用車のみの場合168台、最大速力19.1ノット

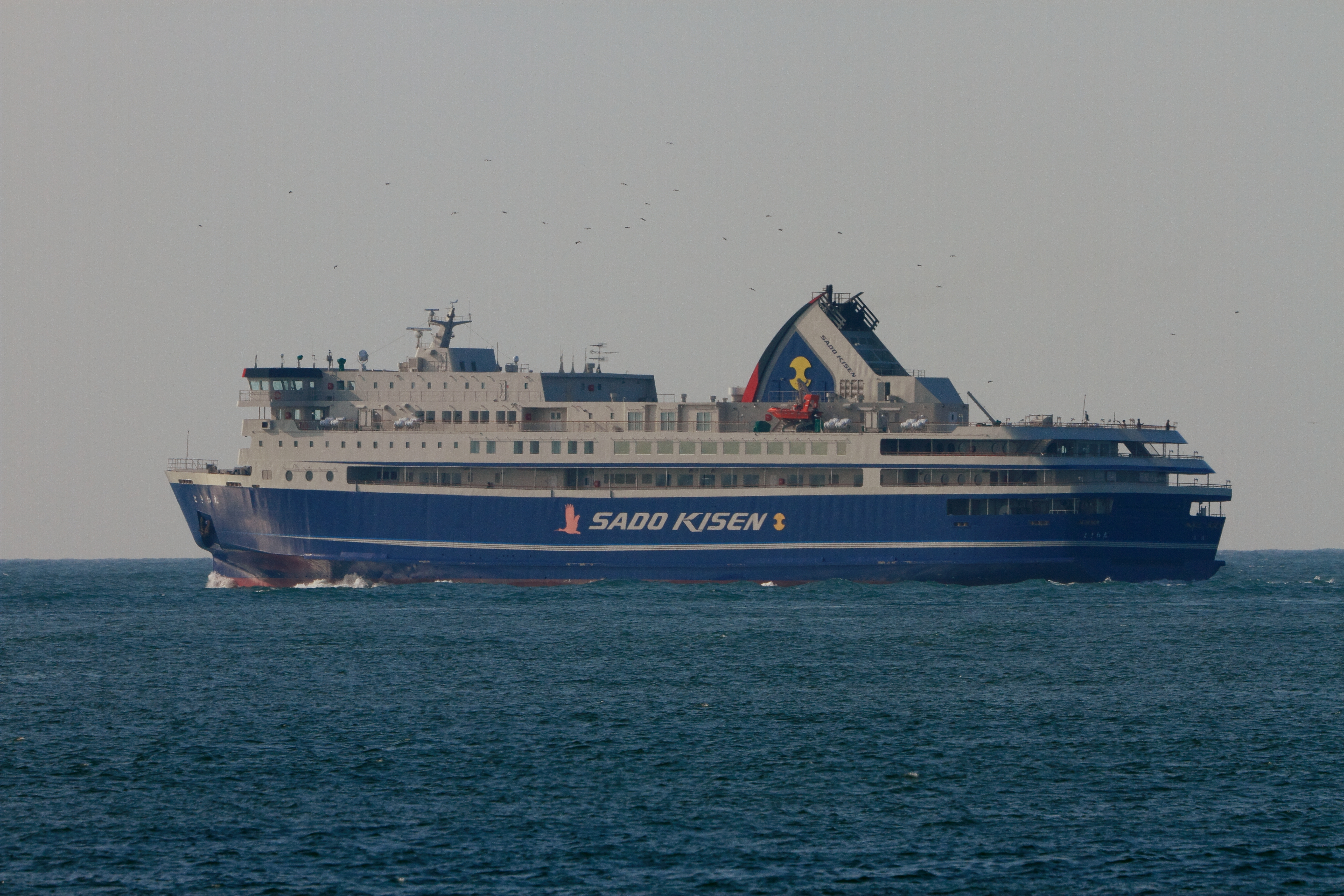
両津航路に就航する、カーフェリー「ときわ丸」

#### ジェットフォイル（所要時間：1時間7分）
- ぎんが（1986年定期就航）

- つばさ（1989年定期就航）

- すいせい（1991年定期就航）

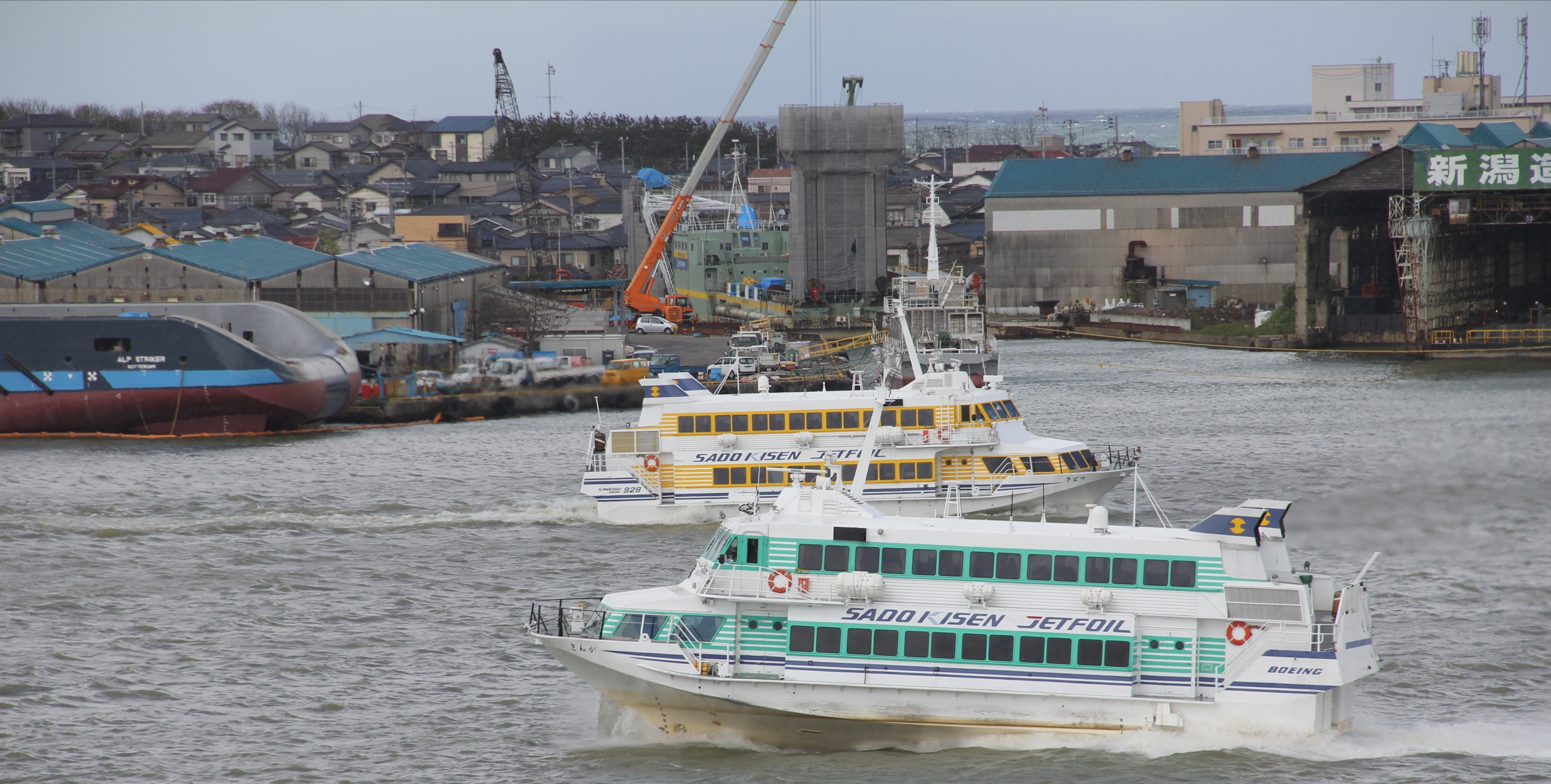
新潟港内ですれ違う　ぎんがとつばさ

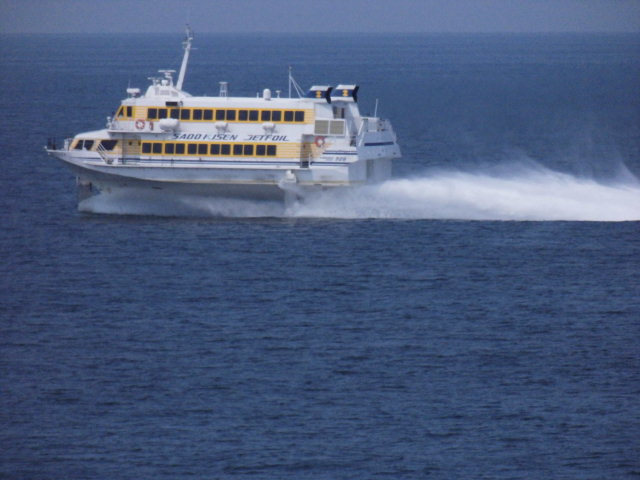
両津航路に就航する、ジェットフォイル「つばさ」

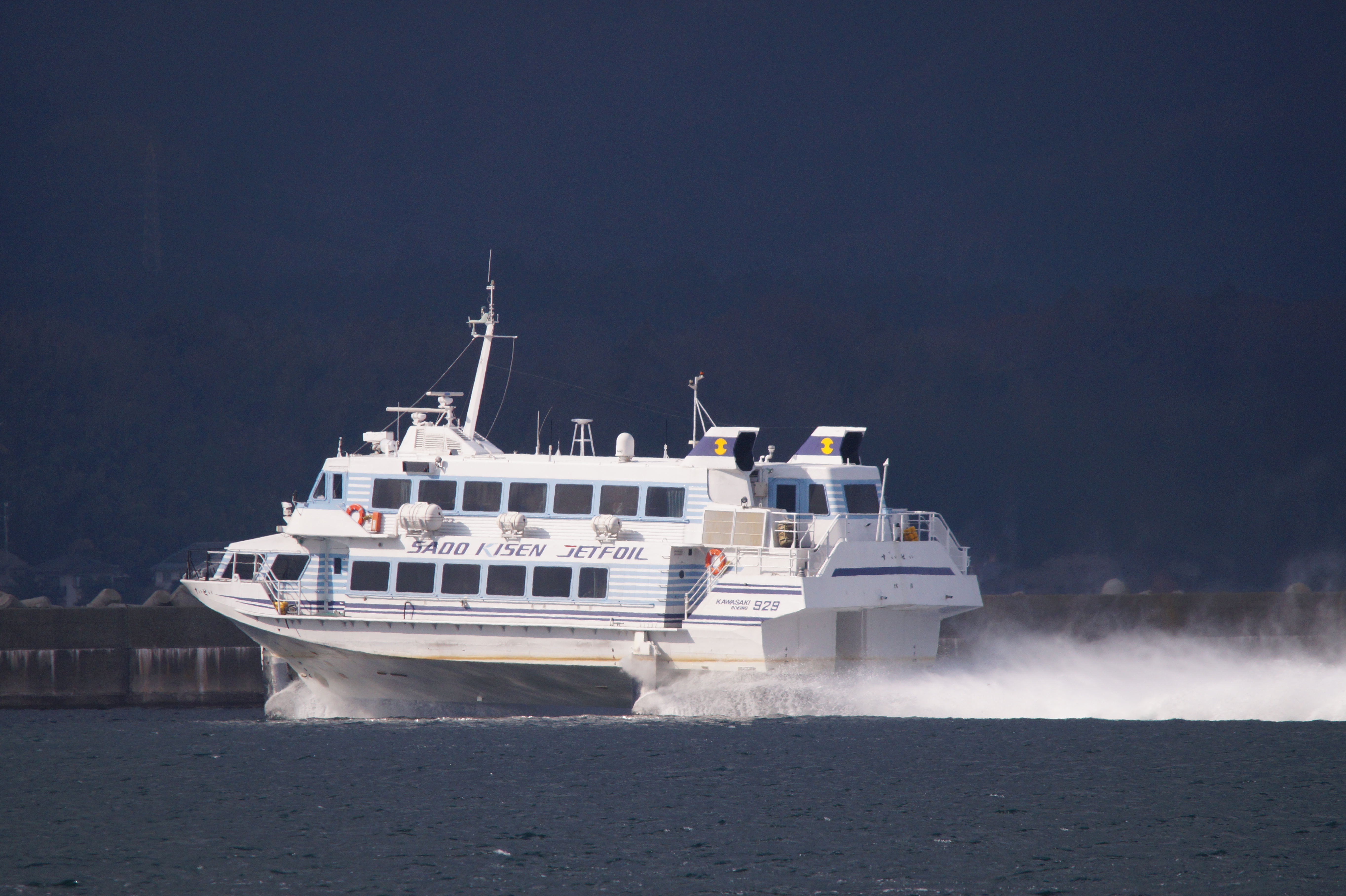
両津港に入港するジェットフォイル「すいせい」

- - いずれも出力7600馬力、旅客定員260人、最大速力47ノット(87km/h)
  - 最古の「ぎんが」のみボーイング社製で、他2隻は川崎重工業製。
  - 「つばさ」は日本製ジェットフォイル1号である。
  - 「すいせい」の設計には佐渡汽船の意見が盛り込まれており、わずかだが船体が大型化しているため、テイクオフ（フォイルボーン）までの滑走距離が長い。
  - 「つばさ」「すいせい」は就航時から新塗装で現在まで同じ色だが、「ぎんが」は旧塗装時代は赤、新塗装になってからはピンク→赤→エメラルドグリーンと塗装が変わっている（エメラルドグリーンは「ファルコン」で使用されていた）。
  - ジェットフォイルの整備は、定期検査や事故修繕も含めて全て自社ドックにて行われている（日本国内において運航事業者がジェットフォイルのドック設備を保有するのは佐渡汽船のみである[20]）。
  - 全船暗視装置を搭載し、夜間航行に対応している。

#### 貨物船
- 日海丸（1997年就航）
  - 全長61.2m、総トン数497t。RO-RO船。
  - 元は日本海内航汽船が運航していたが、2013年に同社が佐渡汽船に吸収合併された為、本船も移籍したもの。
  - 新聞やカーフェリーでは輸送できない危険物や貨物を担当し、新潟港を早朝3:30に出港して両津港6:30着、荷役後両津港を11:10に出航し新潟港14:10着のダイヤで運航している。[21]
  - 2013年に移籍してからも日本海内航汽船のマークを維持していたが、2020年の入渠時に佐渡汽船のマークへ塗り替えられた。

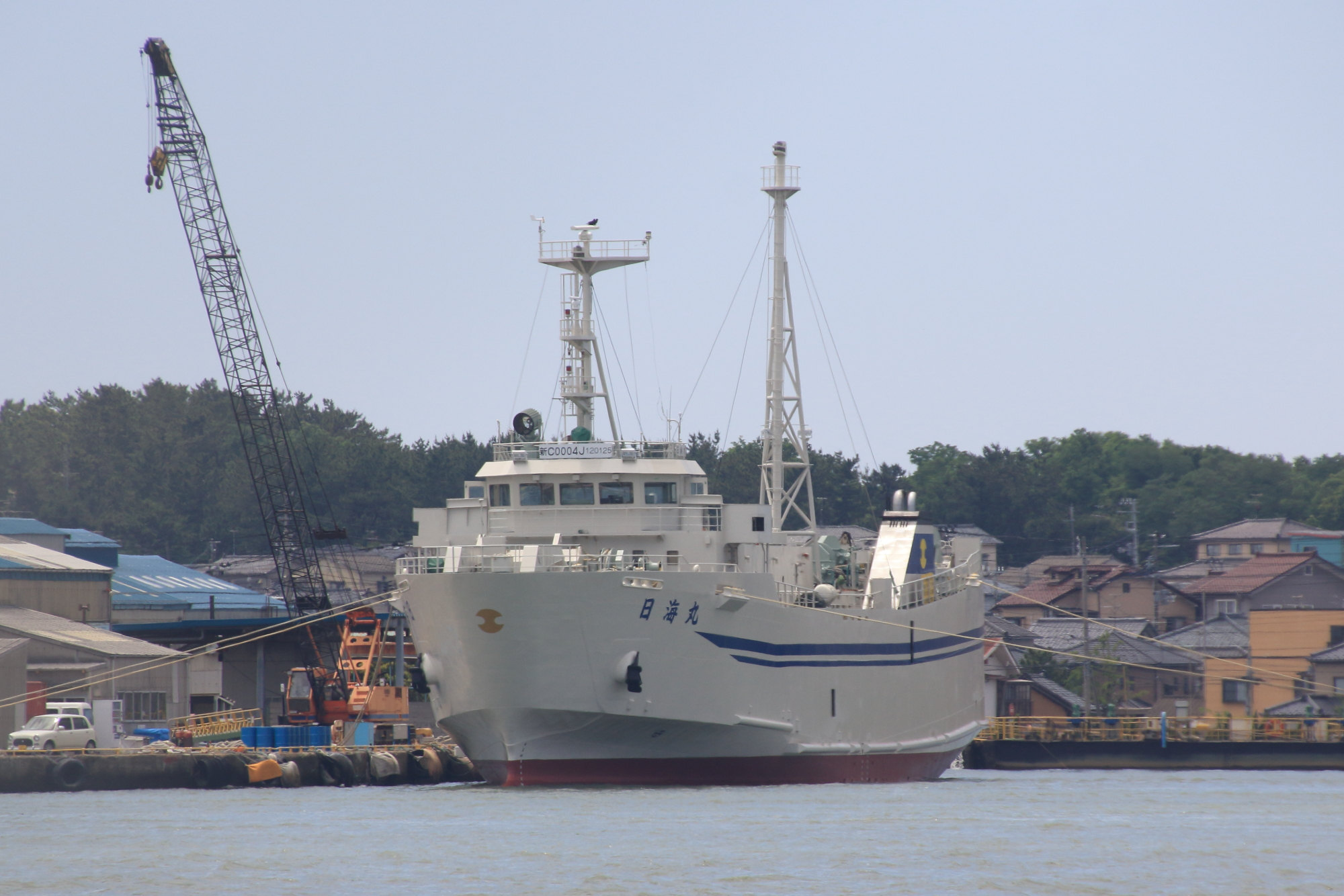
新潟造船に入渠中の日海丸

### 直江津航路
直江津港 - 小木港（78km、国道350号海上区間）。1日2往復。11月中旬から2月は「こがね」の入渠などで運休する。

#### カーフェリー
- こがね丸（4代）
  - 2001年3月建造（宇和島運輸「えひめ」として）、2023年4月29日定期就航。
  - 全長116.5m、総トン数2483t、最大旅客定員584名、車両積載台数：中型バス35台及び乗用車25台、乗用車のみの場合150台、航海速力19ノット[22]
  - 自治体や地元住民からのカーフェリー再導入の要望が多く寄せられていたことから宇和島運輸の中古船「えひめ」を購入し、「こがね丸 (4代)」として2023年4月29日より就航。
  - 当初は2023年3月25日から就航予定であったが、新型コロナウイルス感染症の世界的な流行の影響により改造に必要な部品の納入が遅れたため、工事の遅延が発生した。

#### ジェットフォイル
あかねの引退から「こがね」就航までの2021年（令和3年）4月29日から2022年（令和4年）は、ジェットフォイル「ぎんが」が就航していた。

### 過去に就航していた船舶

#### 貨客船・旅客船
- 第一佐渡丸[25]
  - 1914年7月進水、小野清吉建造。初の鋼製貨客船。1934年5月浜口汽船に売船。
  - 172.78総トン、レシプロ機関、航海速力10.8ノット[26]、旅客定員145名。
- 第二佐渡丸（初代）[26]
  - 1914年8月進水、小野清吉建造。1917年5月売船。
  - 190.92総トン、レシプロ機関、航海速力10.7ノット、旅客定員138名。
  - 就航一ヶ月にして寿都港で座礁、損傷のため早期に売船された。
- 第三佐渡丸[26]
  - 1910年6月進水、1914年買船。もと佐渡汽船商会「国東丸」、1926年7月売船。
  - 93総トン、レシプロ機関、航海速力9ノット。
- 第八佐渡丸[27]
  - 1923年3月進水、横浜船渠建造。1954年1月、共和海運に売船[26]。
  - 230.93総トン、レシプロ機関、航海速力10ノット、旅客定員157名。
- おけさ丸（初代）[28]
  - 1932年2月10日進水、三菱重工業神戸造船所建造。1964年「いそじ丸」に改名、1965年フィリピンに売船[26]。
  - 488総トン、登録長48.77m、型幅8.28m、型深さ3.89m、ディーゼル1基、機関出力700ps、航海速力14.5ノット、旅客定員399名。
- 第二佐渡丸（2代）[28]
  - 1927年10月11日進水、遠藤造船所建造。
  - 179総トン、登録長33.53m、型幅5.79m、型深さ3.05m、レシプロ機関、航海速力9ノット、旅客定員145名。
  - 引退後、松島炭鉱に売船、「松島丸」に改名[29]。
- みゆき丸（初代）[26]
  - 1938年7月進水、唐津造船所建造。1967年廃船。
  - 67総トン、登録長25.0m、型幅4.3m、型深さ2.3m、ディーゼル1基、機関出力150ps、航海速力11ノット。
  - 主として貨物輸送に使用、1952年5月には、両泊航路の再開第一船（貨客船）として就航。
- こがね丸（初代）[30]
  - 1948年5月竣工、三菱重工業横浜造船所建造。1971年フィリピンに売船。
  - 563.73総トン、全長59.25m、型幅9.00m、型深さ4.10m、ディーゼル1基、機関出力1,100ps、航海速力13.0ノット、旅客定員407名。
- おとめ丸（初代）[26]
  - 1946年12月進水、1951年6月買船。木造。1959年8月廃船。
  - 90.95総トン、ディーゼル1基、機関出力400ps、航海速力8.5ノット、旅客定員53名[31]。
  - 両津 - 大倉の外海府海岸観光ルートの開設にあたり投入された。
- こしぢ丸（初代）[26]
  - 1941年竣工、舞鶴海軍工廠建造。旧海軍航空機救難船。戦後米軍が接収し、"Frierson"の船名でレクリエーション船として使用、1952年6月に買船し改装。1961年6月、九州商船に売船、「潮路丸」に改名。
  - 275.26総トン、ディーゼル1基、機関出力800ps、航海速力12ノット、旅客定員156名[31]。
- ゆめじ丸[32]
  - 1956年5月15日竣工、新潟鉄工所建造。1972年12月売船[26]。
  - 797.27総トン、全長62.350m、型幅9.30m、型深さ4.30m、ディーゼル1基、機関出力1,800ps、航海速力15ノット、旅客定員662名（臨時定員1,200名）。
- えつさ丸（初代）[33]
  - 1958年5月進水、新潟造船建造。1971年3月、粟島浦汽船に売船[26]。
  - 106.97総トン、全長29.04m、型幅5.50m、型深さ2.45m、ディーゼル1基、機関出力300ps、航海速力9ノット、旅客定員49名。
- なみじ丸（初代）[33]
  - 1961年4月竣工、新潟鉄工所建造。1974年10月売船[26]。
  - 760.46総トン、全長63.00m、型幅9.30m、型深さ4.10m、ディーゼル1基、機関出力2,000ps、航海速力16ノット、旅客定員814名。
- おけさ丸（2代）[33]
  - 1964年3月竣工、新潟鉄工所建造。船舶整備公団共有。1976年5月、三信汽船経由でフィリピンに売船[26]。
  - 919.47総トン、全長65.13m、型幅10.00m、型深さ4.50m、ディーゼル1基、機関出力3,000ps、航海速力15.9ノット、旅客定員946名（臨時定員1,310名）。
  - 佐渡汽船最後の在来客船。
- こしじ丸（2代）[34]
  - 1956年9月竣工、新潟鉄工所建造。1968年9月、北海商船より買船[26]、改装。もと「おたる丸」。1974年4月粟島汽船に売船。
  - 304.52総トン、全長37.73m、型幅7.60m、型深さ3.60m、ディーゼル1基、機関出力650ps、最大速力12.0ノット、旅客定員121名（臨時定員196名）。

#### カーフェリー
- さど丸[35][36]
  - 1967年2月竣工、新潟鉄工所建造。1969年船体拡大改造。1992年フィリピンに売船[37]。
  - 398.16→577.97総トン、登録長40.80m→全長53.49m、型幅10.00m→12.00m、型深さ3.50m、ディーゼル2基、機関出力1,300ps、航海速力13→12.1ノット。
  - 旅客定員130→234名、バス4台・小型車6台または乗用車16台→乗用車33台。
  - 佐渡汽船初のカーフェリー、当初新潟 - 両津航路に就航、のち両泊航路へ転配された。
- おおさど丸（初代）[36]
  - 1969年4月竣工、新潟鉄工所建造。1983年フィリピンに売船[37]。
  - 1,876.56総トン、全長82.00m、型幅15.80m、型深さ4.87m、ディーゼル2基、機関出力4,000ps、航海速力16.5ノット。
  - 旅客定員1,043名（臨時定員1,187名）、大型バス12台または乗用車55台。
- みゆき丸（2代）[36]
  - 1970年5月竣工、神田造船所建造。1983年7月、粟島汽船に売船[37]。
  - 796.42総トン、全長62.25m、型幅13.40m、型深さ4.00m、ディーゼル1基、機関出力900ps、航海速力14ノット。
  - 旅客定員326名（臨時定員570名）、大型バス7台・乗用車8台または乗用車40台。
- こがね丸（2代）[36]
  - 1972年3月竣工、神田造船所建造。1993年フィリピンに売船[37]。
  - 3,026.31総トン、全長94.00m、型幅17.70m、型深さ5.60m、ディーゼル4基、機関出力10,400ps、航海速力19.6ノット。
  - 旅客定員1,428名（臨時定員1,732名）、大型バス17台または乗用車59台。
- おとめ丸（2代）[36]
  - 1973年3月竣工、神田造船所建造。1993年フィリピンに売船[37]。
  - 3,495.51総トン、全長100.00m、型幅17.70m、型深さ5.80m、ディーゼル4基、機関出力10,400ps、航海速力19.6ノット。
  - 旅客定員1,525名（臨時定員1,732名）、大型バス12台または乗用車66台。
- えっさ丸（2代）[36]
  - 1972年3月竣工、四国ドック建造。もと関西汽船「しづき丸」を1976年3月買船、改造[26]。1988年フィリピンに売船[37]。
  - 2,072.14総トン、全長85.60m、型幅15.40m、型深さ10.20m、ディーゼル4基、機関出力4,800ps、航海速力16.5ノット。
  - 旅客定員730名（臨時定員973名）、大型バス14台または乗用車75台。
- こさど丸[38]
  - 1983年7月竣工、神田造船所建造。船舶整備公団共有。2008年新屋敷商事に売船、「屋久島丸」に改名[37]。
  - 8,754（国際）総トン、全長119.00m、型幅20.40m、型深さ12.40m、ディーゼル2基、機関出力13,500ps、航海速力19.8ノット。
  - 旅客定員1,500名、乗用車164台。

- おおさど丸（2代）[38]

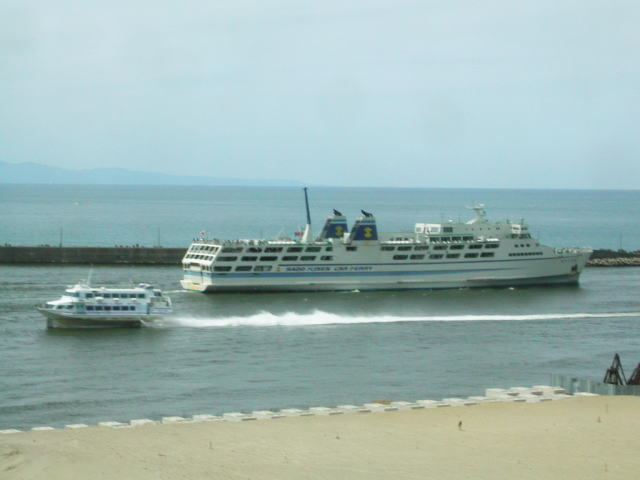
2014年4月まで両津航路に就航していた、カーフェリー「おおさど丸」とジェットフォイル「すいせい」

  - 1988年1月竣工、神田造船所建造。 2014年4月8日引退。
  - 11,085（国際）総トン、全長131.90m、型幅21.00m、型深さ7.20m、ディーゼル2基、機関出力13,500ps、航海速力20.00ノット。
  - 旅客定員1,520名、大型バスまたは大型トラック30台及び乗用車50台、乗用車のみの場合190台。
  - 新潟航路を所要時間2時間30分で運航。
- えっさ丸（3代）[38]
  - 1992年3月竣工、神田造船所建造。2005年鹿児島県指宿市・南大隅町に売船、「ぶーげんびりあ」に改名[37]。
  - 1,478総トン、全長60.00m、型幅13.00m、型深さ8.58m、ディーゼル2基、機関出力2,600ps、航海速力13.20ノット。
  - 旅客定員夏期412名・冬期275名、トラック6台・乗用車12台。
  - 両泊航路に就航。同航路初の新造船であった。

- こがね丸 (3代)[38]

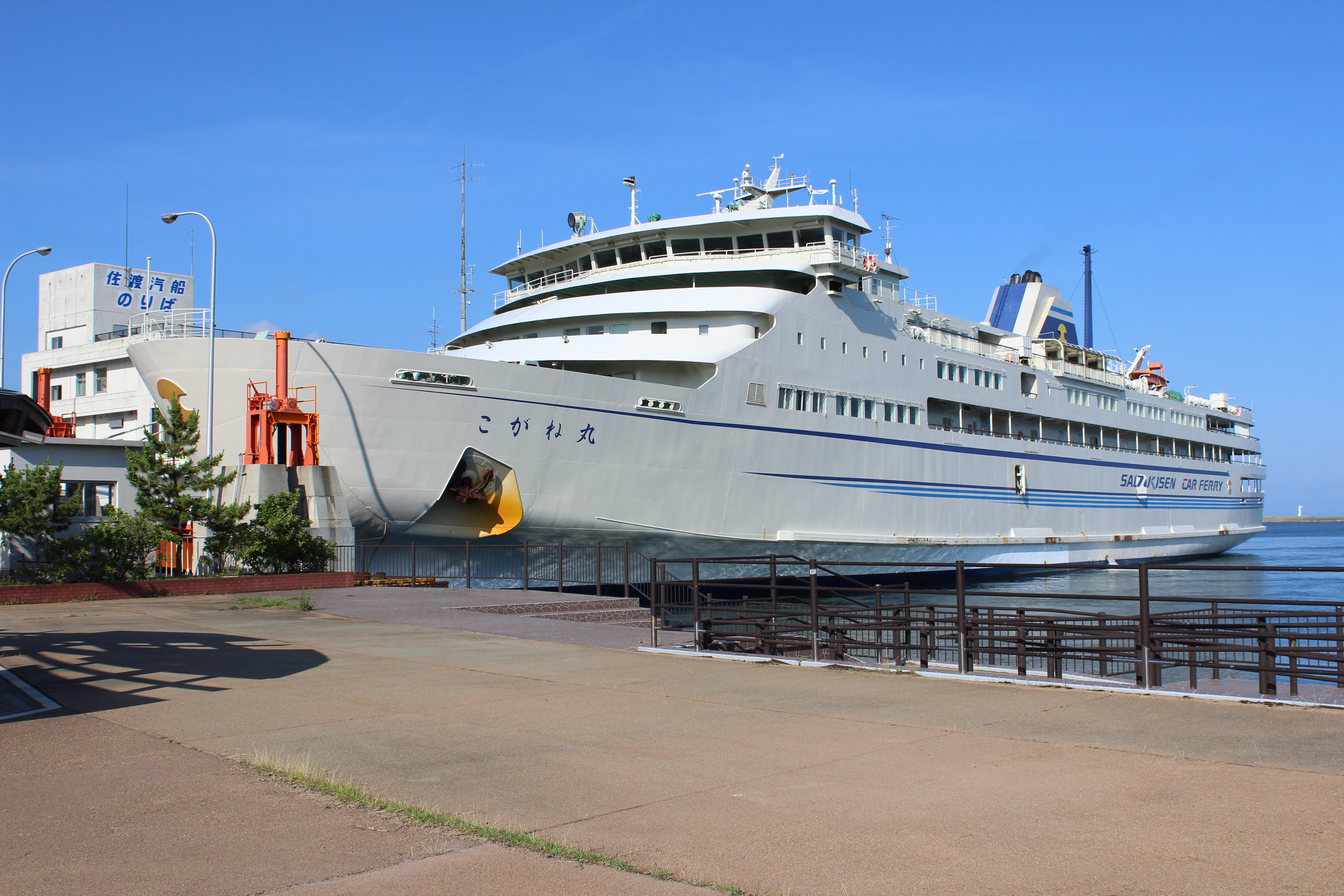
2015年4月まで小木航路に就航していたカーフェリー「こがね丸」

  - 1995年3月竣工、神田造船所建造。2015年4月20日引退。
  - 9,504（国際）総トン、全長120.50m、型幅19.80m、型深さ7.00m、ディーゼル2基、機関出力13,500ps、航海速力20.00ノット。
  - 旅客定員1,133名、大型バスまたは大型トラック28台及び乗用車8台、または乗用車151台。
  - 直江津航路を所要時間2時間40分で運航。

#### 高速船
ジェットフォイル
- おけさ[36]
  - 1977年3月竣工、ボーイング建造。1991年香港に売船。
  - 296.25総トン、全長27.43m、型幅8.53m、型深さ2.59m、タービン2基、機関出力7,600ps、航海速力43ノット、旅客定員282名。
- みかど[36]
  - 1979年2月竣工、ボーイング建造。2003年、鹿児島商船に売船、「トッピー4」に改名。
  - 281.04総トン、全長27.43m、型幅8.53m、型深さ2.59m、タービン2基、機関出力7,600ps、航海速力45ノット、旅客定員286名。
  - 導入当初は新潟 - 両津航路に就航していたが、1989年からは直江津 - 小木航路に転配となった。
- ファルコン[38]
  - 1985年6月竣工、ボーイング建造。もと関西汽船・加藤汽船共有の「ジェット8」→日韓高速船「ジェットライナー」。1996年佐渡汽船が購入。2000年、九州郵船に売船し「ヴィーナス2」に改名。
  - 163総トン、全長27.43m、型幅8.53m、型深さ2.59m、タービン2基、機関出力7,600ps、航海速力43ノット、旅客定員282名。
  - 予備船として導入され、ドック代船や臨時便の運航に使用された。

単胴船
- あいびす[39]
  - 2005年3月29日竣工、全長47.08m、全幅7.5m、総トン数263t、最大旅客定員216名、最大速力25ノット
  - 墨田川造船建造、寺泊 - 赤泊航路に就航。名称は公募により2004年10月に決定[40]。
  - 冬期間は運休のため、新潟港佐渡汽船ターミナルに係船されていた。2018年10月2日引退。

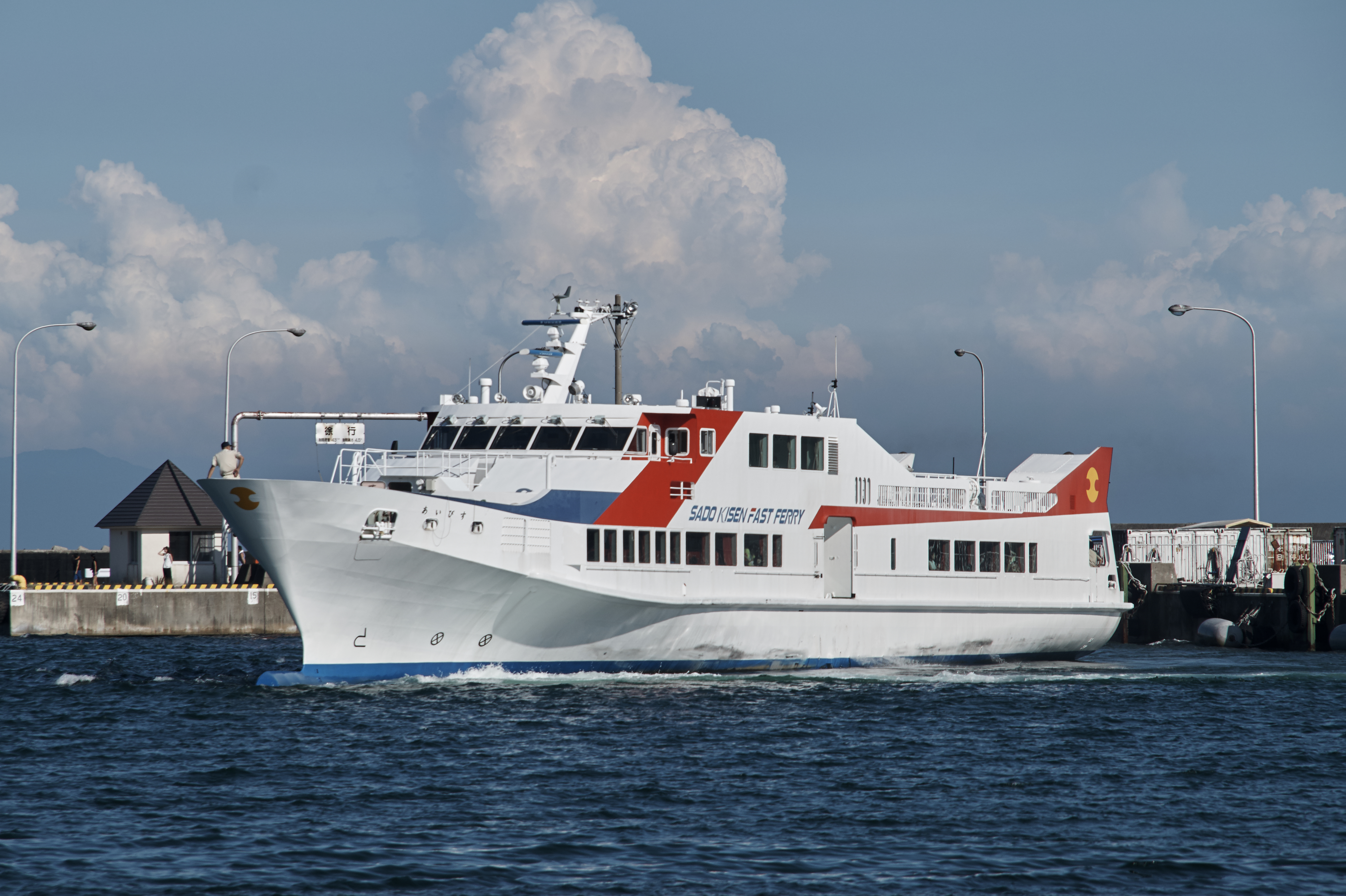
寺泊航路に就航していた「あいびす」

#### 高速カーフェリー
- あかね

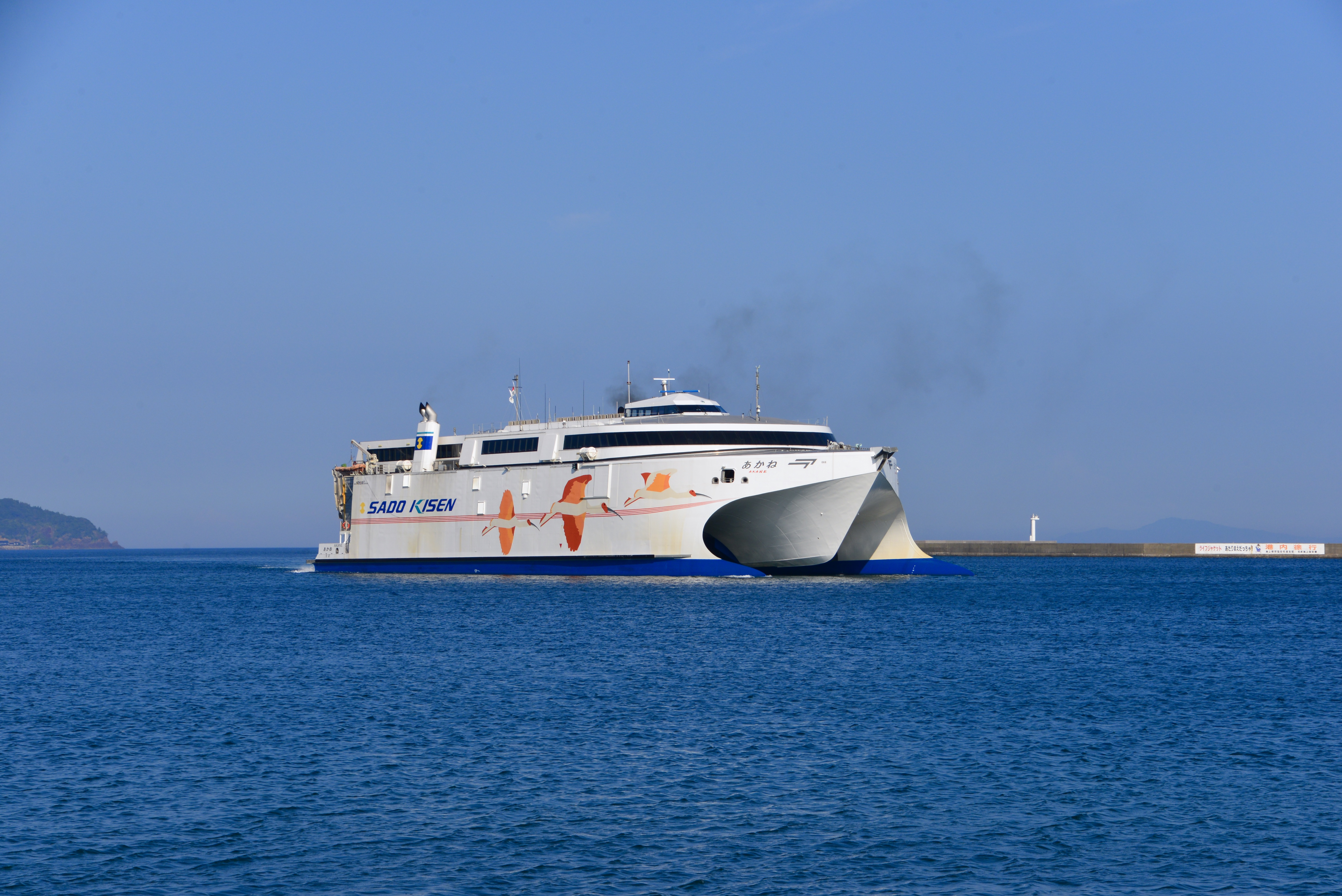
直江津 - 小木航路に就航していた双胴型高速カーフェリー「あかね」（2020年8月）

  - 2015年4月建造。全長89.70m、総トン数5702t、最大旅客定員672名、車両積載台数：大型バスまたは大型トラック7台及び乗用車91台、乗用車のみの場合152台、最大速力30ノット[41]。
  - 2015年から2020年まで直江津航路に就航し、直江津と小木を1時間40分で結んでいた。
  - 運航期間中に臨時入渠等で離脱する際はジェットフォイルでの代替運航が行われる形をとった。
  - 2020年の運航をもって直江津航路の定期運航から引退し、新潟航路での代替運航を終えた後に売却予定[N 14][42]。
  - 2021年1月5日から2021年3月20日の期間における新潟航路での代替運航をもって全ての定期就航を終了した[N 13][43][44]。

## ターミナル所在地
所在地はいずれも新潟県。運航の詳細に関する問合わせ先は#外部リンクの佐渡汽船公式ウェブサイトを参照。

### 新潟航路
新潟港ターミナル：新潟市中央区万代島9-1

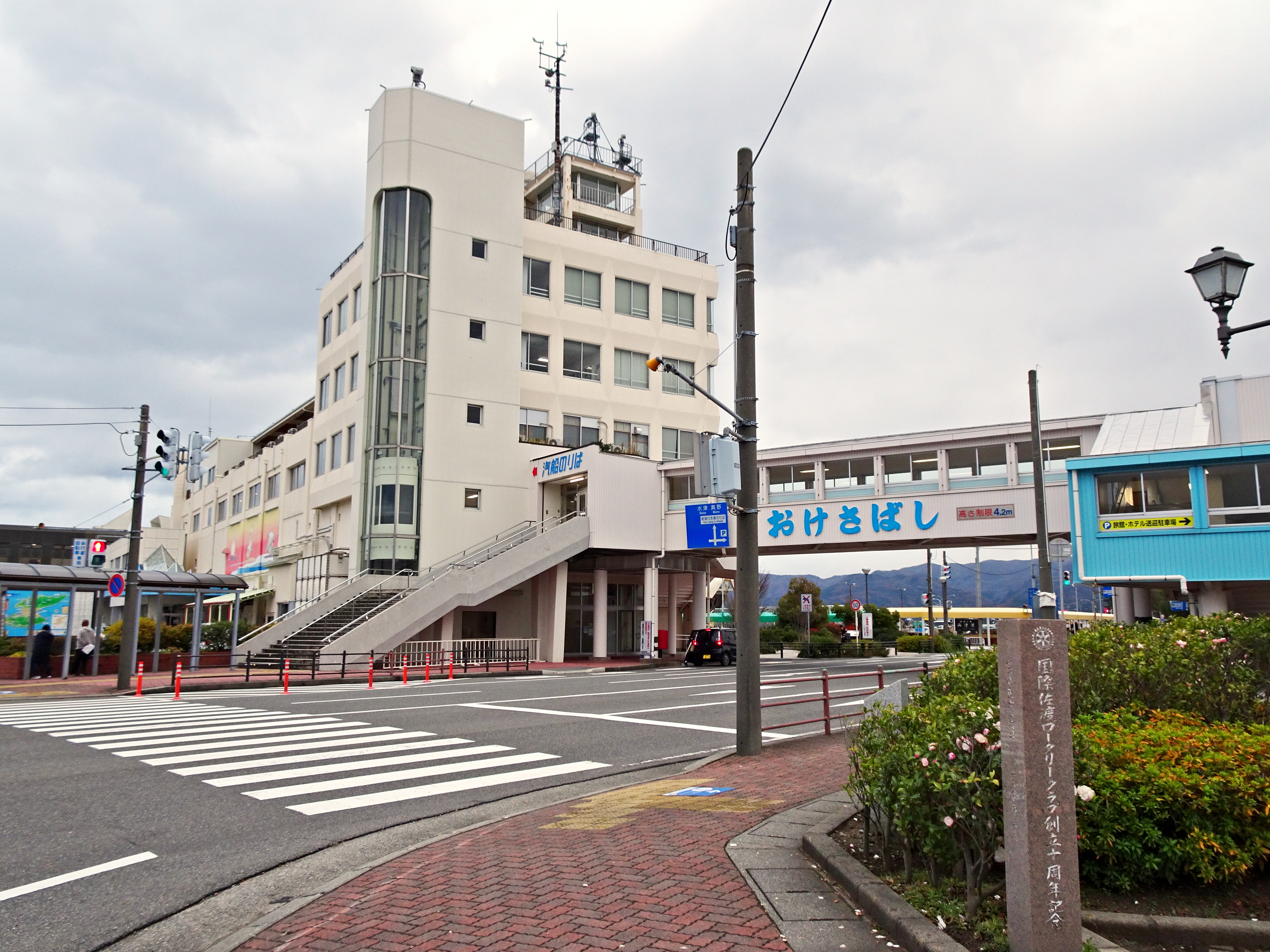
両津港ターミナルビル

- 新潟駅万代口バスターミナル3番線から新潟交通バス・佐渡汽船線「朱鷺メッセ・佐渡汽船」行で終点「佐渡汽船」下車
- 日本海東北自動車道・新潟亀田インターチェンジから車で約15分

両津港ターミナル：佐渡市両津湊353番地
- 佐渡島内各方面から新潟交通佐渡バスで「両津埠頭」下車
- 佐和田から車で約30分

### 直江津航路
直江津港ターミナル：上越市港町1-9-1

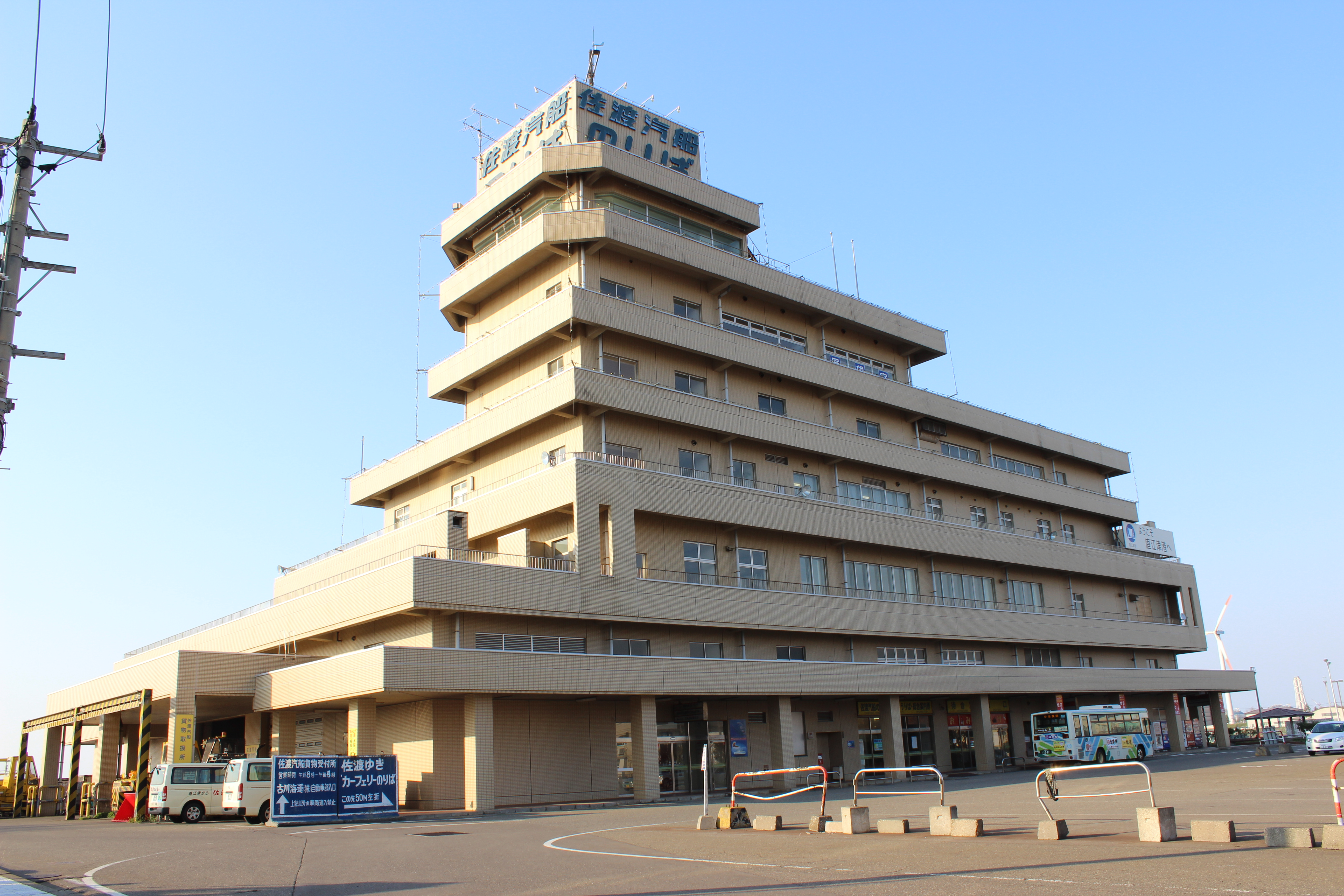
直江津港ターミナル

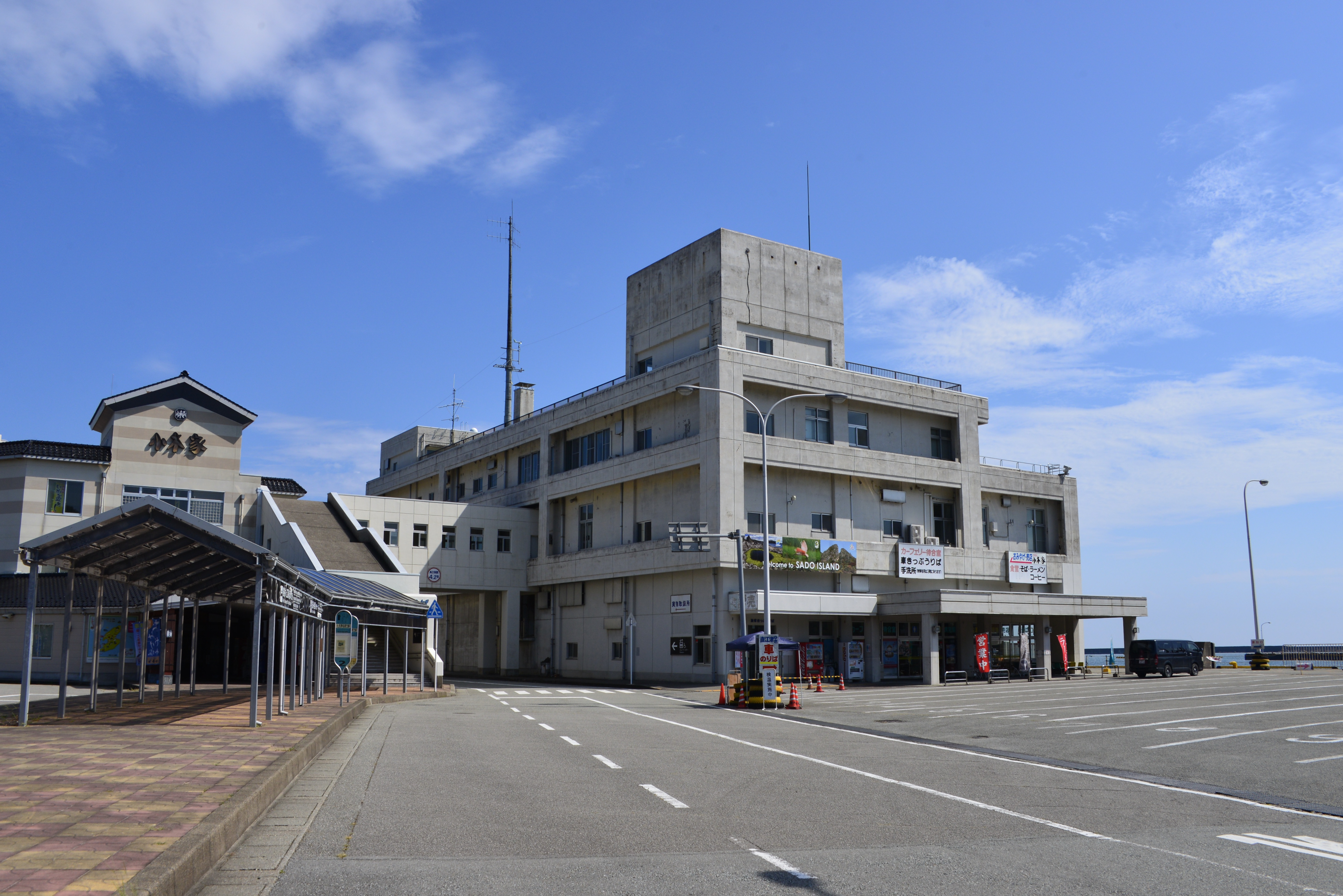
小木港ターミナル

- 直江津駅北口・上越妙高駅東口から頸城自動車・佐渡汽船連絡バス「4 佐渡汽船のりば」行で終点「佐渡汽船前」下車
または直江津駅北口から同バス・本線「1 鵜の浜」行、浜線「3 柿崎」行で「直江津港（佐渡汽船前）」下車
- 北陸自動車道・上越ICから車で約15分

小木港ターミナル：佐渡市小木町1950番地

### 寺泊航路(廃止)

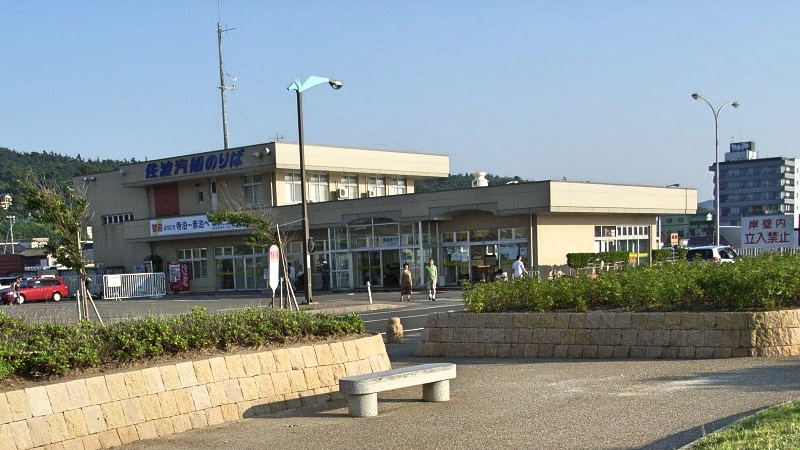
寺泊港ターミナル

寺泊港ターミナル：長岡市寺泊上片町9786番地3−7
- 長岡駅大手口バスターミナル・寺泊駅から越後交通バス「急行 李崎経由 寺泊・大野積」行で「佐渡汽船のりば」下車
- 北陸自動車道・中之島見附ICから車で約30分

赤泊港ターミナル：佐渡市赤泊2208番地

## 現在の運航体制
新潟航路（新潟⇔両津）が黒字を計上している一方で、直江津（直江津⇔小木）航路は慢性的な赤字にさいなまれている。
県と上越市、佐渡市、佐渡汽船などが国に対し、2011年に創設された「地域公共交通確保維持改善事業」の直江津航路への適用を申請した結果、2012年度補助事業分として1811万円の補助を受けることになり、同年度から新潟市と長岡市が加わって小木航路の検討委員会を改組し「佐渡航路確保維持改善協議会」として発足した。以後、国の補助を受けながら航路全体のあり方について検討が行われており、自動改札機の導入や旅客名簿の提出省略などといった利便性の向上策や、利用者数の動向などを精査したうえで運航体制の再構築を図るなど、3航路にわたる改善策が取られている。

### 新潟航路
新潟市と佐渡市両津地区を結ぶ新潟航路は、県庁所在地の新潟市が発着地になっていることや、新潟港ターミナルが市街地に近く、新幹線や航空機など他の交通機関との接続が比較的容易であることから、長年にわたって佐渡への観光や佐渡市民の生活航路として機能し続けている。航路は佐渡島の南東側を経由しており、高波の影響が少ない。このため運航率は90%以上で他2航路と比較して高く、台風の襲来時や冬場の荒天時にはジェットフォイルこそ欠航となるものの、カーフェリーについては余程の高波でない限り、運航できるケースが多い。
春の大型連休と夏のお盆の時期には増便し、特にお盆には終日運航を行うダイヤも設定されているが、2004年1月1日に通常・閑散期ダイヤの改正が行われた際、18時台と21時台に両港を出港していたカーフェリー2往復が廃止され、19時台出航の1往復に統合された。この影響で本土側・佐渡側で滞在時間が短縮されるなど、不便が生じている。
またジェットフォイルは就航以来、新潟港を出航して両津港で折り返すダイヤを基本線に運航されており、両津港での夜間停泊は行っていなかった。故に両津港からの始発便は遅く、新潟港からの最終便は早く設定されていたため、佐渡島民の利便性低下が指摘されていた。2008年4月1日のダイヤ改正から両津港での夜間停泊が開始され、これにより運航時間が延長されて利便性が改善された。
2010年8月11日、「おおさど丸」が新潟沖を航行中、エンジンの出力を調整する減速機の部品が損傷して航行不能となり、お盆の帰省ラッシュや観光客の足、佐渡島内外の物流に大きな影響を及ぼした。カーフェリーは「おけさ丸」1隻のみとなり、急遽1日4往復で終日運航する特別ダイヤが編成された。この間ジェットフォイルを増発し、小木航路も週末を中心に1日2往復の臨時ダイヤを編成した他、ジェットフォイルに割引運賃を適用するなどの措置が取られた。なお「おおさど丸」は当初、減速機の機器全体の損傷を想定して10月31日までの休航を見込んでいたが、部品の損傷が軽微であったことから予定を前倒しし、機器調整や試験運航などを経て10月1日から運航を再開、同日から両津航路の運航体制も通常ダイヤに復旧した。
国土交通省運輸安全委員会は2011年12月19日、このトラブルに関する調査報告書を公表した。それによると、2000年と2005年の定期検査で減速機のスクリューの軸受け部分に摩耗が生じて隙間が広がり、部品の交換推奨値を超えたことが判明したものの、当時の整備担当者が「問題ない状態」と判断して使用を継続。さらにトラブルが発生した2010年の点検でも簡易な確認に留まったため、結果として損傷を引き起こした可能性がある、としている。また報告書では「整備担当者が代わった際に、適切な点検方法が引き継がれなかったことも故障の要因」とも指摘している。
佐渡汽船ではこのトラブルを受け、「おおさど丸」に代わるカーフェリー「ときわ丸」を2014年春の就航を目途に新造する考えを表明し、2012年から建造が進められた。ときわ丸は白と紺をベースにしたカラーリングで、全長約125m、総トン数約5200t、最大速力約18.7ノット、旅客定員約1500人、車両搭載数168台（普通車のみ）。2013年2月3日より船名の一般公募を実施し選考の上、同年4月24日付で船名「ときわ丸」が発表された。船体は2013年10月21日の進水式を経て施工後、2014年3月に納入され、同年4月8日の新潟港発9時25分発の便から定期運航を開始した。一方の「おおさど丸」は同日の両津港発5時30分の便を以って営業運航を終了した。
2018年1月21日、ジェットフォイル「すいせい」の推進装置に不具合が発生した。この故障が発生した際、「つばさ」はドックに入渠していたためジェットフォイルは「ぎんが」1隻での運航体制となった。この故障を起こした「すいせい」では、左舷推進装置の部品の脱落が判明しており、その部品取付や原因究明に時間を要していたが、3月30日に運航を再開した。
2019年3月9日、ジェットフォイル「ぎんが」の後部水中翼に海洋生物らしきものが接触する事故が発生した。この事故で「ぎんが」は右舷タービン室、右舷ポンプ室、船尾右舷側の床部分に亀裂が生じたほか、後部水中翼を固定する部品が損傷した。この事故が発生した際、「つばさ」は年次点検によりドックに入渠していたため、「すいせい」1隻での運航体制となった。なお4月12日に「つばさ」の年次点検が完了したため、同月14日より2隻での運航体制に戻った。「ぎんが」の修理と安全対策、乗り心地の改善も完了し、同年7月19日始発より復帰した。

### 直江津航路
上越市直江津地区と佐渡市小木地区を結ぶ直江津航路は、2010年度決算で約5億1000万円の損失を計上しており、年間輸送人員実績も約17万6000人と減少が年々続いている。
直江津航路は上越地方のみならず、長野県や北陸地方、中京圏、近畿地方など各方面から佐渡島へ最短距離で移動できる航路である。しかし観光需要は新潟航路ほど多くなく、上越地方と佐渡市南部とを結ぶ生活航路としての役割が大きい。故に利用者数は新潟航路と比較して少なく、特に近年は慢性的な乗客減少傾向と不採算に陥っている。また航路は地形的に佐渡島の影にならず、佐渡海峡を横断する他の航路に比べ日本海からの荒波を受けやすい。そのため台風の襲来時や冬の荒天時には波が高くなりがちで、安全上の問題から欠航になるケースが多い。これも赤字を増大させた要因の一つである。
直江津航路には1989年から、冬季間を除いてジェットフォイルも就航していたが、2003年10月31日をもって運航を終了。またカーフェリーも2008年3月31日まで「こがね丸」と「こさど丸」の2隻体制で運航していたが、このうち1983年就航の「こさど丸」は老朽化等のため退役し、同年4月1日のダイヤ改正から「こがね丸」1隻のみで運航している。当初は小木港の構造的制約で10,000t級（国際トン）以上の船は入港できなかったため、新潟航路の大型フェリーを転用することが不可能であった。また前述の通り不採算が続いているため、小木港に入港できる9,000t（国際トン）クラス以下のフェリーを新造するメリットも少ない。
こうした事から新潟県は2007年、直江津航路の存続について検討を開始した。議論は減便や季節航路化、さらには佐渡汽船の航路撤退や航路そのものの存廃にまで及んだ。だがその一方で、直江津航路は新潟航路とともに国道350号の海上区間を担っており、仮に廃止となった場合にはこのルートが断たれてしまうことになる。また2015年春には北陸新幹線の長野駅 - 金沢駅間の延伸開業が予定されており（その後開業）、直江津航路は新幹線利用者の観光二次交通の一つとして重要であるとの見地から、上越市と佐渡市は存続を強く主張してきた。これを受けて佐渡汽船は前述の通り、直江津航路を当面フェリー1隻体制で維持する方針を2008年1月18日に発表し、同年4月1日からは奇数日が直江津発1本・小木発2本、偶数日が直江津発2本・小木発1本という変則的な運航体制となった（但し第2・4の金・土曜は1日2往復、繁忙期は1日最大3往復、冬季は全面運休するが年末年始に限り1日1往復を運航）。
県と両市は直江津航路の2隻体制復帰に向け、同年春に「小木直江津航路二隻化戦略検討委員会」（のちに前述の「佐渡航路確保維持改善協議会」へ改組）を立ち上げ協議を進め、直江津航路を対象とした社会実験を相次いで実施した。同年8月には「アースセレブレーション」「小木港まつり」等の開催に合わせ、新潟 - 小木間・直江津 - 小木間の2経路でジェットフォイルの臨時運航を実施した。
委員会では直江津航路の2隻体制について、北陸新幹線開通前までの整備を目指し検討を進めた結果、カーフェリーに加えて中古のジェットフォイル1隻を導入し、計2隻とする当初案では損失が増大する懸念がある見地から、2013年1月22日の委員会において「新造の高速カーフェリー1隻を導入し、1日2往復体制として利便性の改善を図る」との方針で一致し、検討の結果インキャット製の双胴型高速カーフェリー1隻の導入が決定、同年11月に発注の手続きが行われた。船名は一般公募により「あかね」に決定し、2015年3月14日の新幹線延伸開業から1か月後の4月21日の定期運航を開始した。佐渡汽船では「あかね」就航後の「こがね丸」の処遇について航路関係者の意見や同航路の特性、利用者のニーズを踏まえて検討した結果、「あかね」1隻のみでも1日2往復での運航が可能で、且つ誘客宣伝効果による収支改善が図れるとして、2015年1月に「こがね丸」の売却を発表した。なお頸城自動車では北陸新幹線開業後、上越妙高駅と直江津港ターミナルを連絡する直通路線バスの運行を開始した。
2020年7月7日、直江津航路の赤字を改善する目的としてジェットフォイルによる代替運航を行う方針について協議が開始されることが発表された。当初は中古ジェットフォイルを新たに導入する予定であったが、その後の協議によって既存の「ぎんが」が転用されることが決定した。
2021年4月29日から2022年10月31日におけるジェットフォイルでの代替運航は終了し、2023年4月からはカーフェリー「こがね丸 (4代)」が就航した。「こがね」は「あかね」のような高速型フェリーではないため、所要時間は2時間40分となっているが、1隻での1日2往復運航は維持されている。

## 廃止された航路

### 寺泊航路
2018年まで、寺泊港（長岡市寺泊地域）と赤泊港（佐渡市赤泊地区）を結ぶ寺泊航路（両泊航路とも呼ばれた）があり、2005年6月までは小型カーフェリー、それ以後は高速船「あいびす」により運航されていた。
自動車を利用する場合は関東地方から最も近く、利便性が高い航路ではあるものの、両港とも港湾施設の規模が小さく、両津航路・小木航路で就航しているものよりも小型のフェリーが就航していた。しかしこのフェリーの車両航送可能台数は39台（乗用車のみ）と少なく、更には島外からの観光利用が本土間の航路・航空路4路線のうち、僅か1割弱と伸び悩んでいたことから、2005年（平成17年）6月から高速船「あいびす」による高速船航路に転換された。
しかし、例年にない寒波が襲った同年12月の運航率は約10%と、1ヶ月の大半で運航できないという最悪の事態に陥った。これは、導入した船が小型で軽量であるにもかかわらず、スタビライザーなど横揺れを防止する装置が設けられていないため、少々の高波でも激しく横揺れを起こして乗り心地が著しく低下するという問題があったことによる。このため佐渡汽船では、2006年1月18日から1ヶ月掛けて実施した「あいびす」の定期検査の際に横揺れ防止システム「ARG」を船内に8台追加設置し、2月15日から運航を再開した。その後ARGの設置効果を反映した上で運航体制を再構築したものの、冬場など悪天候時の欠航率は改善できず、2008年1月期の1便当たりの平均乗客数も1人にとどまるなど収支が悪化し、航路単体で年間約2億円の赤字を計上していた。こうした背景から佐渡汽船は2009年1月から、寺泊航路を冬季間（12月から2月）全面運休することになった。これにより5000万円の赤字額を削減できる見通しとされた。
また、長岡市と佐渡市の観光関係者らでつくる「長岡佐渡広域観光協議会」は2009年5月28日にジェットフォイルをチャーターし、同会のメンバーと国、県などの観光・交通政策の担当者ら約50人を乗せ、寺泊港沖と赤泊港沖を経由して新潟 - 小木間で試験運航を実施した。これは航路の活性化に加え、「あいびす」の欠航率の高さの問題などからジェットフォイルによる航路への転換や、新潟・直江津両航路との連携などを長期的に検討するため実施したもので、寺泊と赤泊は港の水深や設備の関係でジェットフォイルが接岸できないため、沖から港内を視察した。
2017年7月13日に船員の確保及び経営状況の厳しさから、両泊航路撤退を軸とした協議を申し入れる旨の発表があった。翌2018年は便数を半減しての運航となった。
2018年10月31日、北陸信越運輸局へ両泊航路の一般旅客定期航路事業の廃止届を提出。2019年1月1日～4月30日は全便運休、5月1日廃止。2018年10月2日より同航路は運休期間に入っており、事実上この航路の歴史に幕が下りている。
なお、2018年夏季には、新潟県と長岡市の要請・支援を受けて、寺泊港と小木港との間で各月1回1往復の試験運航も行われていた。

## その他
原油価格高に伴う燃料費の高騰で、2006年から繁忙期以外はカーフェリーの運航所要時間が通常時より10分程度長くなっている。
さらに、2006年6月からは、「燃料油価格変動調整金（燃油サーチャージ）」を導入し、旅客は一律大人130円・子供70円、自動車850円・二輪車200円の加算となっている。2007年1月からは旅客は一律大人260円・子供130円、自動車1690円・二輪車400円の加算と値上げした。
またカーフェリーでは「島発往復きっぷ」として佐渡側（両津港・小木港など）からの往復運賃を本土発の運賃から約1000円ほど割り引いている。

## グループ企業
- 佐渡汽船運輸
- 小木観光
- 万代島ビルテクノ
- 他

### 過去のグループ企業
- 佐渡ニューホテル - 1973年設立、2002年自主廃業[N 24]。
- 佐渡汽船シップマネジメント - 佐渡汽船が保有している船舶の運航および管理を行う。2023年吸収合併。
- 佐渡汽船シップメンテナンス - 佐渡汽船が保有しているジェットフォイルとカーフェリーの保守管理を行う。2023年吸収合併。
- 佐渡汽船商事。2023年吸収合併。
- 佐渡汽船観光。2023年吸収合併。

### 記事本文